# Hyundai Trajet

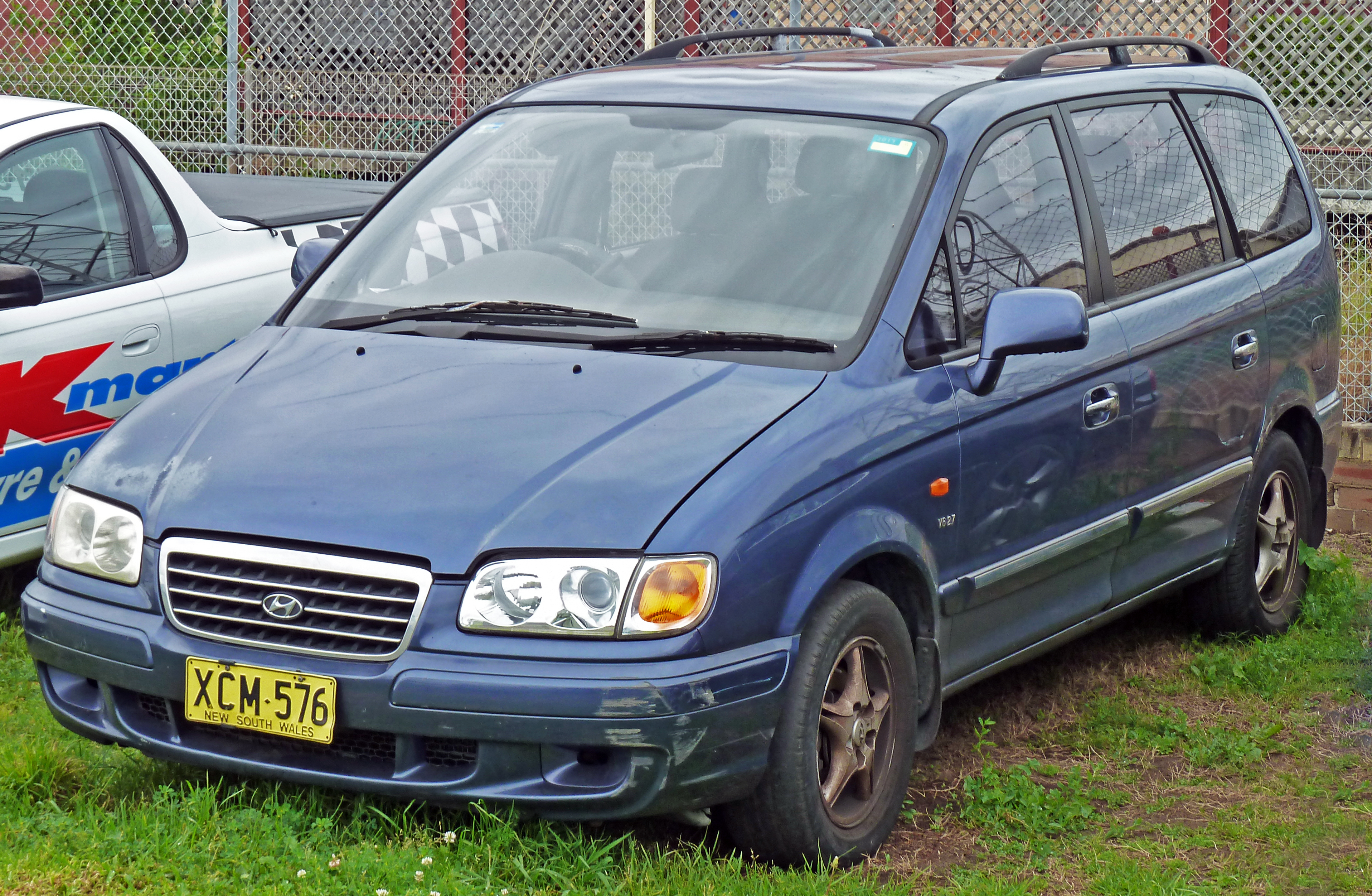
Hyundai Trajet

Hyundai Trajet — 7-місний багатоцільовий автомобіль компанії Hyundai.

## Історія
Презентація Hyundai Trajet відбулася восени 1999 року на автосалоні у Франкфурті. Trajet це перший мінівен від компанії Hyundai. Випускається на заводі в Ульсані (Південна Корея). В основу лягла подовжена (на 130 мм) платформа моделі Sonata IV.
Найменування йде корінням до французької мови та перекладається як «подорожі з однієї точки в іншу».
У 2004 році відбувся повний редизайн моделі як в екстер'єрі, так і в інтер'єрі. У 2008 році як наступник Trajet був представлений iMax.   

## Опис
Об'єм багажника 525 см³. Салон трансформується, сім сидінь розташовані в три ряди, і кожне з них оснащено індивідуальним регулюванням кута нахилу спинки, а сидіння перших двох рядів регулюються і в поздовжньому напрямку. Будь-яке з п'яти задніх крісел можна повернути на 180 градусів, скласти або просто демонтувати.
Базова версія (GL) обладнана повним електропакетом, гідропідсилювачем рульового управління, чотирма подушками безпеки і релінги на даху. Версія GLS відрізняється дисками збільшеного діаметру і більш широким списком замовного обладнання (АБС, об'єднана з електронною системою управління розподілом гальмівного зусилля, кліматична установка з двома кондиціонерами, круїз-контроль, шкіряний салон, поворотні передні сидіння, датчик дощу, пиловловлювальний фільтр в системі вентиляції салону).
Двигуни в Trajet розташовані поперечно. У парі з чотирициліндровими двигунами (2.0 л) в стандартній комплектації встановлюється 5-ступінчаста механічна коробка передач, шестициліндрові двигуни (2,7 л) працюють тільки з автоматичними коробками.
У 2001 році з'явився турбодизель з безпосереднім уприскуванням палива системи common-rail потужністю 110 к.с.
На початку 2004 року Hyundai Trajet зазнав фейсліфтінг — змінилася світлотехніка і решітка радіатора, встановлені пофарбовані в колір кузова бампер і дверні ручки. Для середнього пасажира на задньому сидінні доданий триточковий ремінь безпеки, з'явилася додаткова підсвітка салону, а також встановлено бортовий комп'ютер.
Також почалося оснащення новим 2,0 літровим двигуном з системою управління клапанами CVVT потужністю 140 к.с. З цим двигуном Trajet може розганятися до 183 км/год (проти 179 км/год у попередньої моделі).
Автомобіль обладнаний двома фронтальними подушками безпеки, за бажанням покупця можливе встановлення бічних надувних подушок.
За рейтингом Euro NCAP автомобіль отримав 3 «зірки» для водія і 1 «зірку» для пішоходів.

## Двигуни
- 2.0 л Sirius I4
- 2.0 л Beta I4
- 2.7 л Delta V6
- 2.0 л VM Motori CRDI I4 diesel